# Leocadio Lobo
Leocadio Lobo Canónigo (Batres, 9 de diciembre de 1887-Nueva York, 11 de julio de 1959) fue un religioso católico español, conocido por su apoyo al gobierno republicano durante la Guerra Civil Española y calificado como «el más célebre» de los sacerdotes antifranquistas.

## Biografía
Nacido en Batres el 9 de diciembre de 1887, fue vicario de la iglesia de San Ginés de Madrid y se mostró contrario a la actitud de la jerarquía eclesiástica en el conflicto de la Guerra Civil Española. El gobierno de la República le llegó a nombrar jefe de la Sección Técnica de las Confesiones y Congregaciones Religiosas en 1937. Con el desenlace del conflicto, se exilió en los Estados Unidos y ejerció de nuevo como sacerdote en castellano en Nueva York. Enfermo de cáncer, falleció el 11 de julio de 1959 en el Hospital St. Vincent.